# Лельчук, Пётр Яковлевич
Пётр Яковлевич Лельчук (22 июля 1898 года, г. Ростов-на-Дону — 2005, г. Ростов-на-Дону) — учёный-медик, доктор медицинских наук, профессор, заслуженный деятель науки РСФСР, бывший заведующий кафедрой акушерства и гинекологии Ростовского государственного медицинского университета, основатель ростовской научной школы акушеров-гинекологов.

## Биография
Лельчук Пётр Яковлевич родился 22 июля 1998 года в Ростове-на-Дону в многодетной семье ремесленника. Его дед, Михель Юдкович Лельчук, был портным. В семье Петра Яковлевича было пять детей. В 1916 году Пётр Яковлевич Лельчук окончил гимназию, в 1922 году — медицинский факультет Донского университета (ныне Ростовский государственный университет) в Ростове-на-Дону. По окончании университета был оставлен в ординатуре при кафедре акушерства и гинекологии.
В 1929 году принимал участие в создании Северо-Кавказского научно-исследовательского института охраны материнства и младенчества (ныне Ростовский НИИ акушерства и педиатрии).
В 1935—1959 годах работал заместителем директора по научной работе, директором, научным руководителем, зав. кафедрой акушерства и гинекологии № 1 Ростовского медицинского института.
В 1935 году по совокупности научных работ Лельчуку была присвоена степень кандидата медицинских наук. После защиты диссертации на тему: «Частичная резекция яичника» получил степень доктора медицинских наук, назначен зав. кафедрой акушерства и гинекологии Ростовского медицинского института. В 1938 году утвержден в звании профессора.
В годы Великой Отечественной войны работал помощником начальника эвакогоспиталя в Куйбышевском медицинском институте. Потом работал в медицинских учреждениях городов Ашхабада, Орджоникидзе, Пятигорска. После окончания войны работал зав. кафедрой акушерства и гинекологии Ростовского медицинского института. В 1978 году профессор П. Я. Лельчук ушел на заслуженный отдых. Его кафедрой акушерства и гинекологии № 1 Ростовского медицинского института с 1980 года по 1985 год заведовали его ученики Т. И. Журковская, Э. А. Ковалева.
Область научных интересов: проблемы нейроэндокринных нарушений в гинекологии, перинатальной охраны плода, предраковых состояний и опухолевых процессов женских половых органов, патология периода полового созревания, климакс, менопауза.
Лельчук Пётр Яковлевич является автором около 300 научных работ, в том числе трёх монографий, главы в «Руководстве по акушерству и гинекологии», статьи в Большой медицинской энциклопедии. Под его руководством было защищено 15 докторских и 45 кандидатских диссертаций. Акушерами-гинекологами стали его дочь и внук.

## Награды и звания
- Орден «Знак Почёта»

## Труды
- Лельчук П. Я. Влияние инсулина на яичники и на некоторые другие железы внутренней секреции / П. Я. Лельчук. -

Ростов н/Д, 1937. — 52 с.
- Лельчук П. Я. Диагностика сроков дородового отпуска / П. Я. Лельчук. — Ростов н/Д, 1937. — 46 с.
- Лельчук П. Я. Женская консультация / П. Я. Лельчук, О. И. Барсукова. — Ростов н/Д, 1964. — 245 с.
- Лельчук П. Я. Распознавание и лечение бесплодия женщин / П. Я. Лельчук. — Ростов н/Д, 1946. — 32 с.